# Carruthersia axilliflora
Carruthersia axilliflora är en oleanderväxtart som beskrevs av Elmer Drew Merrill. Carruthersia axilliflora ingår i släktet Carruthersia och familjen oleanderväxter. Inga underarter finns listade i Catalogue of Life.